# Dendrobium obovatum
Dendrobium obovatum är en orkidéart som beskrevs av Rudolf Schlechter. Dendrobium obovatum ingår i släktet Dendrobium, och familjen orkidéer. Inga underarter finns listade i Catalogue of Life.